# Microbotryum adenopetalae
Microbotryum adenopetalae är en svampart som beskrevs av M. Lutz, Kemler & Chleb. 2008. Microbotryum adenopetalae ingår i släktet Microbotryum och familjen Microbotryaceae.   Inga underarter finns listade i Catalogue of Life.